# Pelosia unipuncta
Pelosia unipuncta är en fjärilsart som beskrevs av George Francis Hampson 1905. Pelosia unipuncta ingår i släktet Pelosia och familjen björnspinnare. Inga underarter finns listade i Catalogue of Life.